# جوزيف إل. غرين
جوزيف إل. غرين (بالإنجليزية: Joseph L. Green)‏ (14 يناير 1931، فلوريدا في الولايات المتحدة)؛ صحفي، كاتب وروائي أمريكي. درس في جامعة ألاباما.